# میس فیم
میس فیم (به انگلیسی: Miss Fame) (زاده ۳۰ مارس ۱۹۸۵) مدل، زن‌پوش، چهره‌پرداز، موسیقی‌دان آمریکایی است.